# Khadija bint Khumaylid
Khadījah bint Khuwaylid (în arabă: خديجة بنت خويلد; sau Khadījah al-Kubra (Khadijah cea Mare) n. secolul al VI-lea d.Hr., Mecca, Provincia Mecca, Arabia Saudită – d. 619 d.Hr., Mecca, Provincia Mecca, Arabia Saudită) a fost prima soție a profetului Muhammad (cca. 570-632). Khadija este o figură iconică în istoria islamului și, alături de fiica sa, Fatima, este considerată una dintre femeile sfinte din islam, datorită vieții exemplare pe care a avut-o <. Khadija a fost prima persoană care s-a convertit la islam după revelațiile profetului Muhammad. Acesta a fost căsătorit cu Khadija până la moartea acesteia, în timpul vieții ei Muhammad nu a fost căsătorit cu o altă femeie, fiind singura căsătorie monogamă a acestuia. 
Din acest motiv, mai mulți istorici consideră că Khadija a fost cea mai iubită dintre soțiile sale și, de asemenea, cea mai importantă din punctul de vedere al rolului pe care l-a avut în propagarea islamului. Există mai multe hadith-uri care o descriu și vorbesc despre importanța acesteia. Inclusiv Aischa bint Abu Bakr afirmă, în Sahih al-Bukhari că Khadija a avut un loc central în viața lui Muhammad: „Nu am simțit gelozie pentru niciuna dintre soțiile Profetului așa cum am simțit pentru Khadija, cu toate că nu am întâlnit-o niciodată, dar Profetul obișnuia să o menționeze foarte des și, oricând sacrifica o oaie, o tăia în bucăți și le-o trimitea prietenelor Khadijei” <.

### Anii de dinaintea căsătoriei cu Muhammad
Cu toate că este cunoscută drept soție a lui Muhammad, Khadija a devenit faimoasă în Peninsula Arabă cu mult înainte de apariția islamului. Notorietatea sa s-a datorat nu numai bunicului său, Asad ibn ‘Abdul-‘Uzza, care a fost fondatorul clanului Asad din tribul Quraysh, dar și datorită statutului de comerciantă prosperă pe care îl avea. Muhammad ibn Sad amintește faptul că „Atunci când plecau într-o călătorie către Siria, sau Yemen, caravanele Khadijei erau la fel de multe ca toate caravanele tribului Quraysh la un loc” <. Khadija nu obișnuia să călătorească alături de caravanele sale, ci angaja alte persoane care să facă comerț în numele său. În acest fel, l-a întâlnit pe Muhammad, viitorul profet al islamului. În 595, Khadija avea nevoie de un bărbat care să conducă, în numele său, o tranzacție în Siria, acesteia fiindu-i recomandat chiar Muhammad, un verișor îndepărtat din neamul Quraysh. <.